# Georg Foertsch
|  | Dieser Artikel oder Abschnitt wurde wegen inhaltlicher Mängel auf der Qualitätssicherungsseite der Redaktion Geschichte eingetragen (dort auch Hinweise zur Abarbeitung dieses Wartungsbausteins). Dies geschieht, um die Qualität der Artikel im Themengebiet Geschichte auf ein akzeptables Niveau zu bringen. Dabei werden Artikel gelöscht, die nicht signifikant verbessert werden können. Bitte hilf mit, die Mängel dieses Artikels zu beseitigen, und beteilige dich bitte an der Diskussion! |

Georg Foertsch (* 6. Juli 1872 in Görlitz; † 2. April 1932 in Berlin) war ein deutscher Herausgeber, Publizist und Verlagsdirektor. Bekannt wurde er als Chefredakteur und Aufsichtsratsvorsitzender der Neuen Preußischen Kreuz-Zeitung.

## Leben und Wirken
Georg Foertsch trat nach seinem Schulabschluss in die kaiserliche Armee ein. Später war er als Major bis 1908 bei der Kaiserlichen Marine als Presseattaché tätig. Seit 1913 hatte er eine Anstellung in Berlin als Mitarbeiter der „Neuen Preußischen (Kreuz-)Zeitung“. Als am 18. März 1913 der bisherige Chefredakteur Theodor Müller-Fürer verstarb, übernahm Foertsch die Chefredaktion und den Vorsitz im Aufsichtsrat der Kreuzzeitung. Der Hauptsitz befand sich in Berlin, Königsgrätzer Straße 15. Ihm gelang es, die seit dem Skandal des kriminellen Chefredakteurs Hammerstein 1896 in Schwierigkeiten geratene Zeitung wieder zu sanieren. Gute Kontakte baute er zur Regierung auf, vor allem zum Reichsschatzamt, wo er sowohl Protektion als auch interne Informationen aus vielen gesellschaftlichen Bereichen erhielt. Großen Wert legte Foertsch auf verlässliche Recherchearbeit sowie solide Netzwerke seiner Journalisten. In den Folgejahren spezialisierte er das Blatt vor allem auf außenpolitische Themen. Damit etablierte sich die „Neue Preußische (Kreuz-)Zeitung“ zunehmend als Hausblatt des Kaiserhofes. Einer seiner besten Auslandskorrespondenten war der Historiker und Russlandkenner Theodor Schiemann, der sich zunehmend einen Namen als Osteuropa-Experte gemacht hatte und sogar zeitweilig als außenpolitischer Berater Kaiser Wilhelm II. für die osteuropäische Region fungierte. Um die finanzielle Lage der Zeitung weiter zu stabilisieren, hatte Georg Foertsch die Tochtergesellschaft „Kreuzzeitungs Immobilien AG“ gegründet und ließ alle Immobilien des Verlages über diese neue Gesellschaft bewirtschaften.
Mit Ausbruch des Ersten Weltkrieges und der damit verbundenen Mobilmachung wurde Georg Foertsch Mitarbeiter der Sektion III b im Großen Generalstab in Berlin. Leiter dieses militärischen Nachrichtendienstes der obersten Heeresführung war Walter Nicolai. Da zum Zeitpunkt der ersten kriegerischen Auseinandersetzungen drastisch deutlich wurde, welchen Stellenwert die öffentliche Meinungsbildung darstellte, hatte der Chef des Großen Generalstabes Helmuth von Moltke (der Jüngere) gefordert, die öffentliche Meinung über die militärischen Ereignisse nicht der allgemeinen Presse zu überlassen, sondern als Spezialaufgabe durch die Sektion III b, die spätere Abteilung III b, zu bearbeiten. Da Foertsch Offizier war und bereits über Erfahrungen im Bereich militärischer Pressearbeit durch seine Tätigkeit im Reichsmarineamt verfügte, wurde er hier als Mitarbeiter im Kriegspresseamt eingesetzt. Seine Aufgaben bestanden in der Zusammenarbeit mit zivilen Pressevertretern zur Motivation der deutschen Bevölkerung in Bezug auf die aktuelle Kriegsführung, der Pressezensur, der Bereitstellung und Verbreitung von militärischen Nachrichten für die allgemeine Berichterstattung sowie die Organisation von kriegspsychologischen Kampagnen, gerichtet auf die Bevölkerung in den neutralen und besetzten Gebieten. Da sich aber mit ähnlichen Zielstellungen auch die im Oktober 1914 im Auswärtigen Amt gebildete „Zentralstelle für Auslandsdienst“ befasste, kam es immer wieder zu Kompetenzstreitigkeiten zwischen beiden Einrichtungen. Diese wurden erst 1916 durch eine Entscheidung des Reichskanzlers Theobald von Bethmann Hollweg grundsätzlich geklärt, in dem der Arbeitsbereich von Georg Foertsch für die militärischen und die Nachrichtenstelle des Auswärtigen Amtes für die politischen Sachverhalte verantwortlich gemacht wurden. Ab diesem Zeitpunkt lief die angezielte Nachrichten- und Pressearbeit in geordneteren Bahnen.
Nach Kriegsschluss stand Georg Foertsch der am 24. November 1918 gegründeten Deutschnationalen Volkspartei (DNVP) sehr nahe, die vor allem das Ziel der Wiederherstellung der Monarchie verfolgte. In diesen Monaten bemühte er sich energisch, die Positionen der Neuen Preußischen (Kreuz-)Zeitung neu zu justieren. Großen Wert legte er dabei darauf, in diesen politischen Wirrnissen, dass seine Zeitung nicht als Medium mit zu deutlicher Parteibindung in der Öffentlichkeit wahrgenommen wurde. Doch von ihrem Charakter her war sie monarchistisch-konservativ. Sie verfügte noch immer über einen großen Leserkreis und erschien zweimal täglich – außer am Montag. Nach wie vor sah er es als eine wichtige Position an, dass das Tagesblatt seinen Lesern gut und sauber bearbeitete Nachrichten, mit dem zunehmenden Schwerpunkt außenpolitischer Berichterstattung, anbot. Darin lag eine wichtige Besonderheit dieses Blattes. Das langjährig bestehende Netzwerk der für die Zeitung arbeitenden Journalisten und Auslandskorrespondenten hatte sich, anders als bei vielen anderen Zeitungsverlagen, nur unwesentlich durch die Kriegsereignisse und die Entwicklungen danach verändert. Aber auch Schwierigkeiten blieben nicht aus. So wurde in einer Kabinettssitzung der Regierung Bauer am 11. November 1919 darüber befunden, gegen Foertsch und seine Zeitung einen Strafantrag wegen eines Artikels mit angeblichen Beleidigungen der Reichsregierung anzustrengen. Den Strafantrag stellte der Reichsminister für Justiz und Vizekanzler Eugen Schiffer. Daraufhin verurteilte die Strafkammer des Landesgerichtes Berlin I Foertsch am 12. Mai 1920 zu 300 Mark Geldstrafe. Auch an den Hetzkampagnen gegen den Staatsminister und Reichsfinanzminister Matthias Erzberger  beteiligte sich die Zeitung in den Jahren 1920 und 1921 recht intensiv.
Durch die heftigen inflationären Entwicklungen 1922/1923 geriet die Zeitung in eine deutliche finanzielle Schieflage. Ein großer Teil der Leserschaft konnte sich bei den fast täglich steigenden Preisen den Bezug „ihrer“ Zeitung nicht mehr leisten. So verlor die Kreuzzeitung AG kontinuierlich ihre finanziellen Rücklagen sowie alle Immobilien nebst der eigenen Redaktionsbüros, die sie im In- und Ausland besaß. In dieser Zeit bemühte sich Foertsch besonders darum, private Sponsoren einzuwerben, um nicht in die Abhängigkeit des aggressiven Hugenberg-Konzerns zu geraten. Dazu gehörten vor allem Mitglieder des Herrenklubs. Um auch sein eigenes Handlungsnetzwerk weiter zu vergrößern, trat Foertsch 1924 selbst als Mitglied dem Deutschen Herrenklub bei. Ihm gelang es dadurch, den Betrieb der Kreuzzeitung AG aufrechtzuerhalten. Eine Besonderheit im Vergleich zu vielen anderen Zeitungsverlagen war, dass er es trotz heftiger Preisturbulenzen schaffte, die Löhne und Honorare recht pünktlich zu zahlen, was sich stark auf die innere Stabilität des Personals und der für ihn tätigen Korrespondenten auswirkte. Gemeinsam mit dem Schriftsteller Otto Bleck gab er ab 1924, in unregelmäßigen Zeitabständen bis 1926, eine Sonderbeilage der „Neuen Preußischen (Kreuz) Zeitung“ unter der Überschrift „Deutsche Wacht“ heraus.
Im September 1926 gründete Georg Foertsch gemeinsam mit dem Mitglied des „Deutschen Herrenclubs“ und Verleger der „Deutschen Tageszeitung“ Helmut Rauschenbusch eine Interessengemeinschaft, die es ihnen ermöglichen sollte, kostengünstiger im Herstellungsbereich zu arbeiten. Denn der finanzielle Druck des Marktes und die schwankenden Preisentwicklungen lasteten enorm auf den Medienunternehmen, die in dieser Zeit in Deutschland um die 4.700 Zeitungen herausgaben. Beide gründeten die „Berliner Zentral Druckerei GmbH“ und ab Januar 1927 stellte diese Druckerei bereits alle Presseerzeugnisse für beide Verlagshäuser her. Am 1. März 1929 wurde die Zeitung in „Neue Preußische Kreuzzeitung“ umbenannt und erschien ab diesem Zeitpunkt täglich, aber dafür nur noch mit einer Ausgabe pro Tag. Doch dem Druck der Weltwirtschaftskrise 1929 hielt der Verlag dennoch nicht stand, dem Unternehmen drohte zum Jahresende ein Konkurs. Um eine Übernahme durch den Hugenberg-Konzern zu verhindern, vereinbarte Foertsch mit Rauschenbusch die Weiterführung der traditionsreichen Kreuzzeitung als 100-prozentiges Tochterunternehmen der „Deutschen Tageszeitung AG“ unter dem Dach der „Deutschen Tageszeitung Druckerei und Verlags AG“. Damit konnte er eine gewisse Eigenständigkeit der Kreuzzeitung bewahren.
Georg Foertsch gehörte nie einer Partei an, lehnte jedoch als überzeugter Monarchist eine Diktatur genauso wie eine republikanische Gesellschaftsordnung ab. Nach einer normalen Dienstschicht am 1. April 1932 verstarb er in der Nacht zum 2. April im Alter von 60 Jahren plötzlich und unerwartet in Berlin.